# Noirétable
Noirétable [nwaʁetabl] ist eine französische Gemeinde mit 1.587 Einwohnern (Stand: 1. Januar 2022) im Département Loire in der Region Auvergne-Rhône-Alpes. Sie gehört zum Arrondissement Montbrison und zum Kanton Boën-sur-Lignon. Die Bewohner werden Nétrablais und Nétrablaises genannt.

## Geografie
Die Gemeinde Noirétable liegt an der Durolle im Forez an der Grenze zum  Département Puy-de-Dôme und im Regionalen Naturpark Livradois-Forez. Nachbargemeinden von Noirétable sind Cervières im Norden, Les Salles im Nordosten, Vêtre-sur-Anzon und Saint-Priest-la-Vêtre im Osten, Saint-Jean-la-Vêtre im Osten und Südosten, La Chamba im Süden, Vollore-Montagne im Südwesten und Westen, Viscomtat im Westen sowie Chabreloche im Nordwesten. Durch die Gemeinde führen die Autoroute A89 sowie die früheren Nationalstraßen RN 89 (heutige D 1089) und RN 81 (heutige  D53).

## Geschichte
Am 27. Oktober 1972 stürzte hier eine Vickers 724 Viscount mit 66 Menschen an Bord ab. Nur sechs Personen überlebten das Unglück.

## Bevölkerungsentwicklung
| Jahr                       | 1962 | 1968 | 1975 | 1982 | 1990 | 1999 | 2006 | 2016 | 2022 |
| -------------------------- | ---- | ---- | ---- | ---- | ---- | ---- | ---- | ---- | ---- |
| Einwohner                  | 1793 | 1850 | 1873 | 1838 | 1719 | 1637 | 1694 | 1597 | 1587 |
| Quellen: Cassini und INSEE |      |      |      |      |      |      |      |      |      |

## Sehenswürdigkeiten
- Kirche Mariä Himmelfahrt (Église de l’Assomption-de-la-Vierge)
- Kirche Notre-Dame-de-l’Hermitage auf 1150 m Höhe
- Heimatmuseum
- Waschhaus (Lavoir)
- Casino

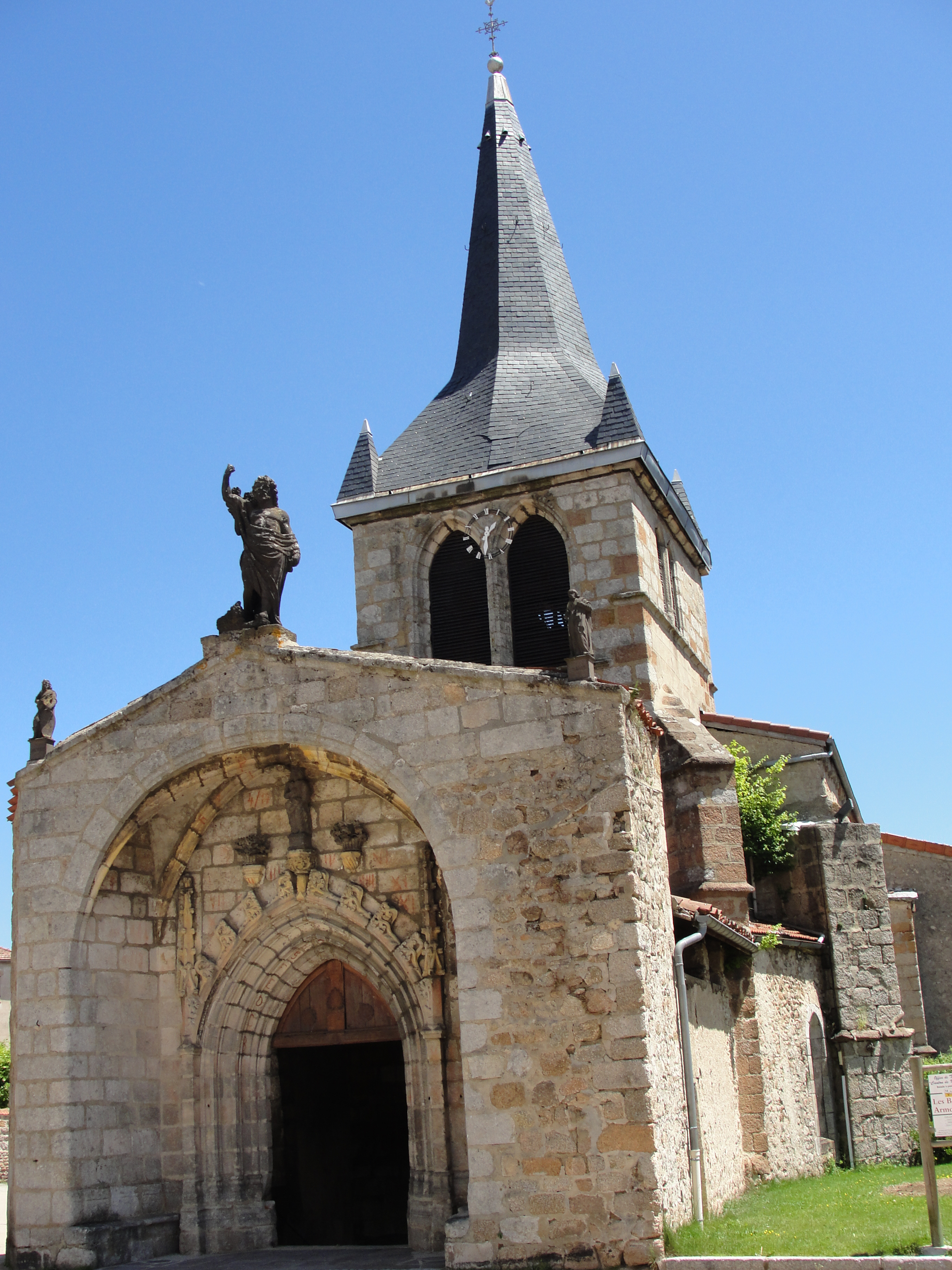
Kirche Mariä Himmelfahrt
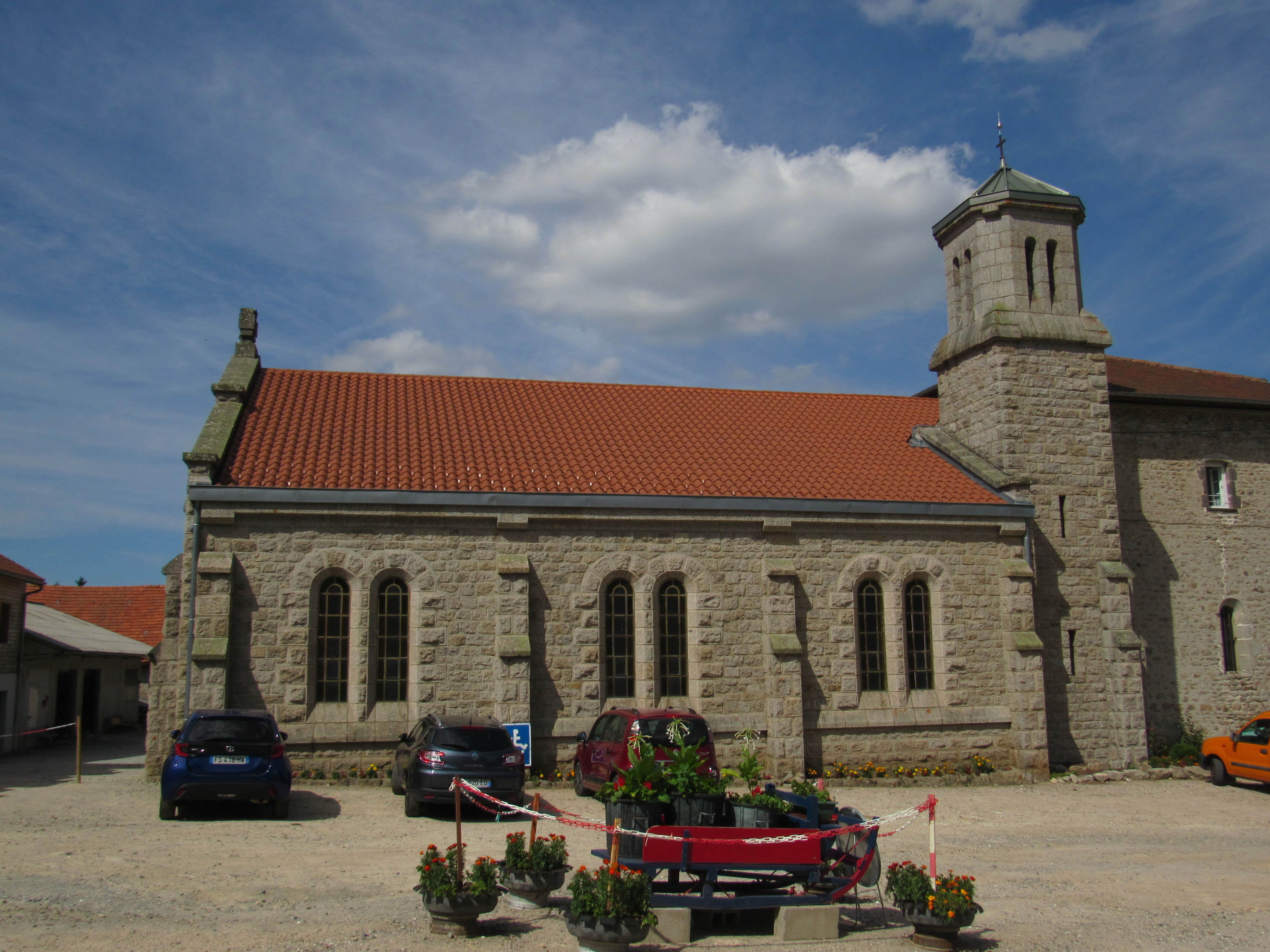
Kirche Mariä Himmelfahrt
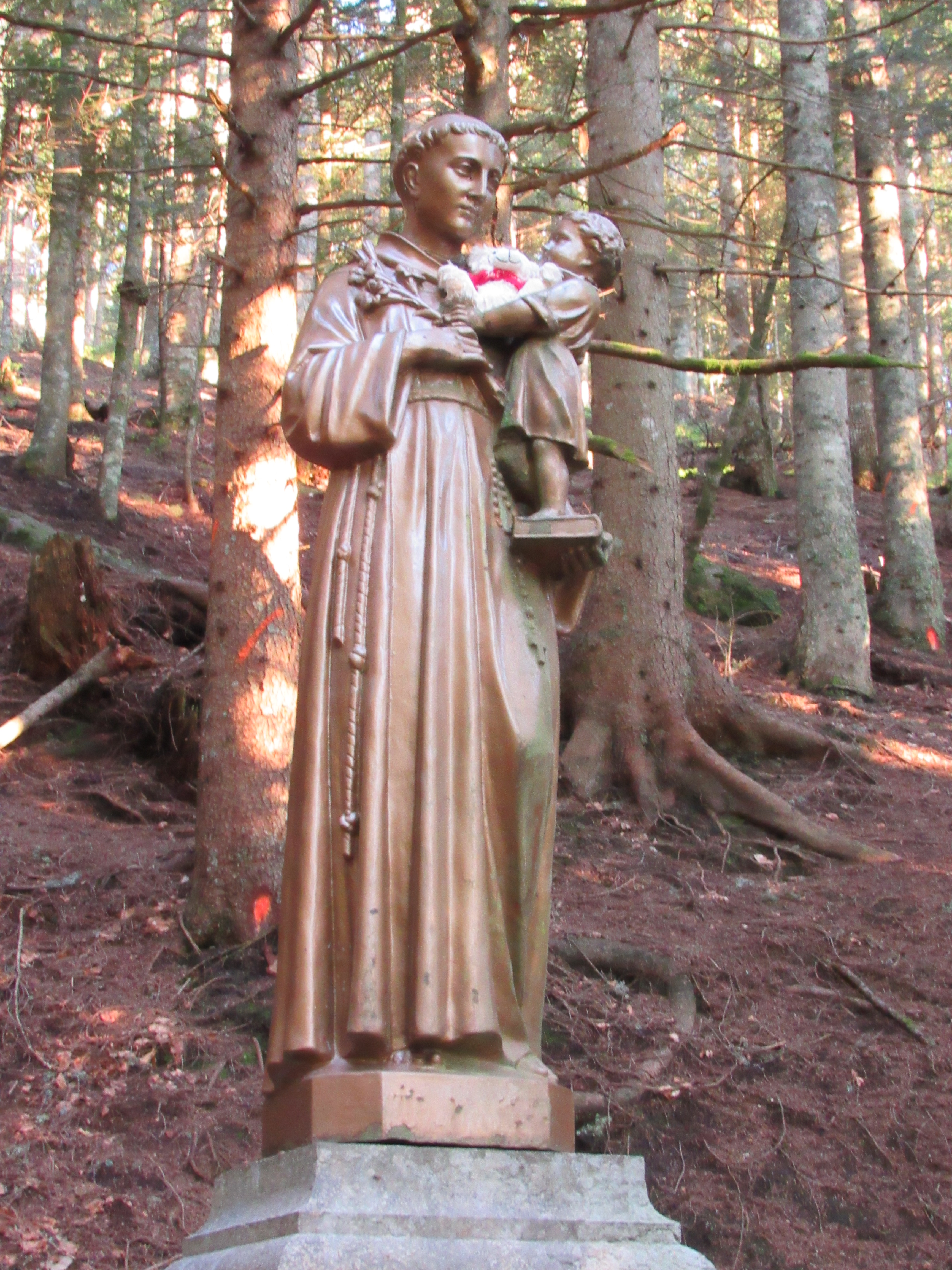
Marienstatue
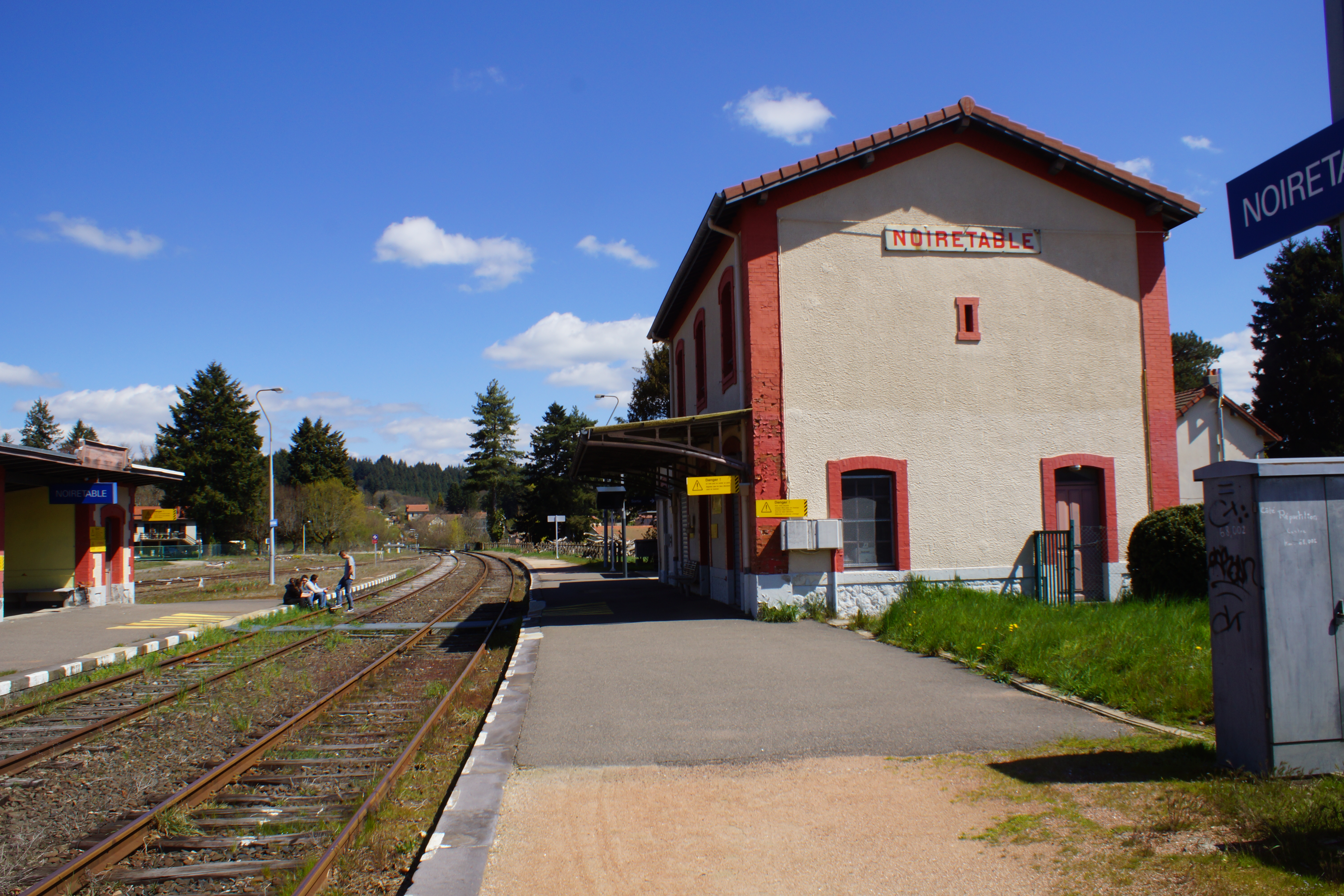
Bahnhof
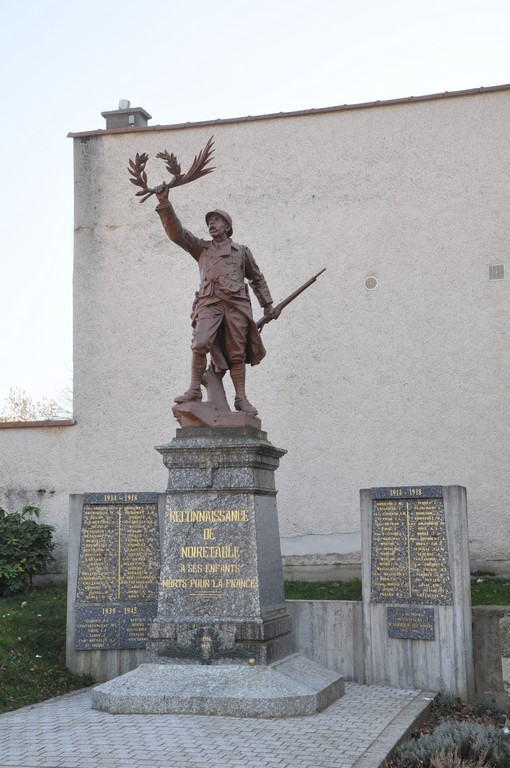
Gefallenendenkmal